# Milton (Floride)
Pour les articles homonymes, voir Milton.
Milton est une ville américaine, siège du comté de Santa Rosa dans le nord-ouest de l'État de Floride. Au recensement des États-Unis de 2020, elle compte 10 197 habitants.

## Histoire
La ville de Milton est incorporée en 1844.

## Démographie
| 1860  | 1870  | 1880  | 1890  | 1900  | 1910 |
| ----- | ----- | ----- | ----- | ----- | ---- |
| 1 815 | 1 014 | 1 058 | 1 455 | 1 204 | 831  |

| 1920  | 1930  | 1940  | 1950  | 1960  | 1970  |
| ----- | ----- | ----- | ----- | ----- | ----- |
| 1 594 | 1 466 | 1 851 | 2 040 | 4 108 | 5 360 |

| 1980  | 1990  | 2000  | 2010  | 2020   | - |
| ----- | ----- | ----- | ----- | ------ | - |
| 7 206 | 7 216 | 7 045 | 8 826 | 10 197 | - |

## Personnalités liées à la ville
- Mark Everett – Chanteur
- Daniel Ewing – Basket-ball
- Cortland Finnegan – Baseball
- Bruce Hall – Football américain
- Dayton Hobbs – Pasteur
- Bolley Johnson - Journaliste
- Nick Monteleone – Musicien
- Reggie Slack – Football américain
- Heath Slocum – Sportif
- Lawrence Tynes – Sportif
- Casper Van Dien – Acteur
- Bubba Watson – Golfeur
- Boo Weekley – Golfeur
- Elijah Williams – Football américain

## Source
- (en) Cet article est partiellement ou en totalité issu de l’article de Wikipédia en anglais intitulé « Milton, Florida » (voir la liste des auteurs).